# Rottenschwil
Rottenschwil is een gemeente en plaats in het Zwitserse kanton Aargau en maakt deel uit van het district Muri.
Rottenschwil telt 804 inwoners.